# Australische Cricket-Nationalmannschaft in Südafrika in der Saison 2005/06
Die Tour der australischen Cricket-Nationalmannschaft nach Südafrika in der Saison 2005/06 fand vom 24. Februar bis zum 4. April 2006 statt. Die internationale Cricket-Tour war Bestandteil der Internationalen Cricket-Saison 2005/06 und umfasste drei Tests, fünf ODIs und ein Twenty20. Australien gewann die Test-Serie 3–0, während Südafrika die ODI-Serie 3–2 und die Twenty20-Serie 1–0 gewann.

## Vorgeschichte
Beide Mannschaften spielten zuvor zusammen mit Sri Lanka ein Drei-Nationen-Turnier.
Das letzte Aufeinandertreffen der beiden Mannschaften bei einer Tour fand zuvor in der Saison in Australien statt.

## Stadien
Die folgenden Stadien wurden für die Tour als Austragungsort vorgesehen:
| Stadion                  | Stadt          | Kapazität | Spiele                  |
| ------------------------ | -------------- | --------- | ----------------------- |
| Centurion Park           | Centurion      | 22.000    | 1. ODI                  |
| Sahara Stadium Kingsmead | Durban         | 25.000    | 2. Test; 4. ODI         |
| Wanderers Stadium        | Johannesburg   | 34.000    | 3. Test; 5. ODI; 1. T20 |
| Newlands Cricket Ground  | Kapstadt       | 25.000    | 1. Test; 2. ODI         |
| Sahara Oval St George’s  | Port Elizabeth | 19.000    | 3. ODI                  |

## Kaderlisten
Australien benannte seine One-Day-Kader am 15. Februar 2006.
Südafrika benannte seine One-Day-Kader am 17. Februar und seinen Test-Kader am 12. März 2006.
| Test | Test | ODI | ODI | Twenty20 | Twenty20 |
| Australien | Südafrika | Australien | Südafrika | Australien | Südafrika |
| --- | --- | --- | --- | --- | --- |
| - Ricky Ponting (K) - Stuart Clark - Adam Gilchrist (wk) - Matthew Hayden - Mike Hussey - Michael Kasprowicz - Justin Langer - Brett Lee - Damien Martyn - Andrew Symonds - Shane Warne | - Graeme Smith (K) - Nicky Boje - Mark Boucher (wk) - AB de Villiers - Boeta Dippenaar - Herschelle Gibbs - Andrew Hall - André Nel - Makhaya Ntini - Shaun Pollock - Jacques Rudolph | - Ricky Ponting (K) - Adam Gilchrist (VK & wk) - Nathan Bracken - Stuart Clark - Michael Clarke - Brad Hogg - Mike Hussey - Phil Jaques - Mitchell Johnson - Simon Katich - Brett Lee - Mick Lewis - Damien Martyn - Andrew Symonds - Shane Warne | - Graeme Smith (K) - Mark Boucher (wk) - AB de Villiers - Boeta Dippenaar - Herschelle Gibbs - Andrew Hall - Jaques Kallis - Justin Kemp - André Nel - Makhaya Ntini - Robin Peterson - Shaun Pollock - Roger Telemachus - Johannes van Wath | - Ricky Ponting (K) - Nathan Bracken - Stuart Clark - Michael Clarke - Adam Gilchrist (wk) - Brad Hogg - Simon Katich - Brett Lee - Mick Lewis - Damien Martyn - Shane Warne | - Graeme Smith (K) - Loots Bosman - AB de Villiers (wk) - Herschelle Gibbs - Andrew Hall - Neil McKenzie - Makhaya Ntini - Robin Peterson - Shaun Pollock - Roger Telemachus - Johannes van Wath |

## Twenty20 International in Johannesburg
| 24. Februar Scorecard | Johannesburg | Südafrika 201-4 (20)         | – | Australien 199-7 (20) |
|                       |              | Südafrika gewinnt mit 2 Runs |   |                       |

## One-Day Internationals

### Erstes ODI in Centurion
| 26. Februar Scorecard | Centurion | Australien 229-8 (47/47)                     | – | Südafrika 207-4 (37.3/41) |
|                       |           | Südafrika gewinnt mit 6 Wickets (D/L method) |   |                           |

### Zweites ODI in Kapstadt
| 3. März Scorecard | Kapstadt | Südafrika 289-7 (50)           | – | Australien 93 (34.3) |
|                   |          | Südafrika gewinnt mit 196 Runs |   |                      |

### Drittes ODI in Port Elizabeth
| 5. März Scorecard | Port Elizabeth | Australien 254-6 (50)          | – | Südafrika 230 (47.2) |
|                   |                | Australien gewinnt mit 24 Runs |   |                      |

### Viertes ODI in Durban
| 10. März Scorecard | Durban | Südafrika 246-9 (50)            | – | Australien 247-9 (49.1) |
|                    |        | Australien gewinnt mit 1 Wicket |   |                         |

### Fünftes ODI in Johannesburg
| 12. März Scorecard | Johannesburg | Australien 434-5 (50)          | – | Südafrika 438-9 (49.5) |
|                    |              | Südafrika gewinnt mit 1 Wicket |   |                        |

## Tests

### Erster Test in Kapstadt
| 16. – 18. März Scorecard | Kapstadt | Südafrika 205 (63.5) & 197 (63.5) | – | Australien 308 (87.2) & 95-3 (27.1) |
|                          |          | Australien gewinnt mit 7 Wickets  |   |                                     |

### Zweiter Test in Durban
| 24. – 28. März Scorecard | Durban | Australien 369 (127.1) & 307-4d (82.4) | – | Südafrika 267 (88.4) & 297 (99.5) |
|                          |        | Australien gewinnt mit 112 Runs        |   |                                   |

### Dritter Test in Johannesburg
| 31. März – 4. April Scorecard | Johannesburg | Südafrika 303 (97.2) & 307-4d (71.3) | – | Australien 267 (62.5) & 297 (91.4) |
|                               |              | Australien gewinnt mit 2 Wickets     |   |                                    |